# 安肇新河
安肇新河，位于中华人民共和国黑龙江省西南部的一条人工河道，北起安达市王花泡，向南至肇源县古恰镇东北古恰泄洪闸汇入松花江干流，全长108千米，流域面积14000平方千米。安肇新河是大庆地区排泄洪水的唯一通道。

## 开挖背景
安肇新河途径地区原为松嫩平原中部的闭流区，天然水系不发育，排水不畅，众多沼泡随季节性洪水丰枯变化。20世纪60年代，为保证大庆油田的开发和建设，兴建开挖了安肇新河，打破“闭流区”状态。80年代末又进行了改扩建，提高了滞蓄洪水的能力。

## 概况
安肇新河排泄的洪水主要来自双阳河与明（水）青（冈）坡地径流。其中双阳河在20世纪80年代末修建了双阳河水库后，百年一遇以下的洪水已不再进入大庆地区。明青坡地径流通过长63千米的明青节流沟阻截后导入王花泡。王花泡通过8.1千米的河道与西南部的北二十里泡相连，此为安肇新河上游河道，两岸以草原为主，河道顺直。安肇新河出北二十里泡，向南经中内泡，汇入库里泡为止，此段为中游河道，长68千米，流经安达市西南部、肇州县西北和大庆市大同区东部地区，河道弯道较多，两岸盐碱地、自然湖泡发育，沿岸是大庆油田主产区之一。库里泡以下为下游河道，长31千米，纵贯肇源县中部地区，流经黑龙江省第一积温地带，两岸土地肥沃，主要种植水稻。